# Bélgica en los Juegos Paralímpicos de Nueva York y Stoke Mandeville 1984
Bélgica estuvo representada en los Juegos Paralímpicos de Nueva York y Stoke Mandeville 1984 por un total de 35 deportistas, 30 hombres y cinco mujeres.

## Medallistas
El equipo paralímpico belga obtuvo las siguientes medallas:
| Nombre            | Deporte                    | Evento                                      |
| ----------------- | -------------------------- | ------------------------------------------- |
| Oro               |                            |                                             |
| Marie Line Pollet | Atletismo                  | Peso 2 femenino                             |
| Marie Line Pollet | Atletismo                  | Pentatlón 2 femenino                        |
| Marc de Vos       | Atletismo                  | 100 m 3 masculino                           |
| Marc de Vos       | Atletismo                  | 200 m 3 masculino                           |
| Marc de Vos       | Atletismo                  | 800 m 3 masculino                           |
| Marc de Vos       | Atletismo                  | King of the straight 100 m 1A-6 masculino   |
| Paul Van Winkel   | Atletismo                  | 400 m 3 masculino                           |
| Paul Van Winkel   | Atletismo                  | 1500 m 3 masculino                          |
| Alex Hermans      | Atletismo                  | Disco C6 masculino                          |
| Alex Hermans      | Atletismo                  | Peso C6 masculino                           |
| Patrick de Uylder | Atletismo                  | 400 m L2 masculino                          |
| Freddy Matton     | Atletismo                  | 800 m B2 masculino                          |
| Mario de Baene    | Atletismo                  | Salto de longitud C7 masculino              |
| Remi Van Ophem    | Atletismo                  | Pentatlón 4 masculino                       |
| Equipo            | Atletismo                  | 4 × 100 m 2-5 masculino                     |
| Equipo            | Atletismo                  | 4 × 200 m 2-5 masculino                     |
| Equipo            | Atletismo                  | 4 × 400 m 2-5 masculino                     |
| Equipo            | Fútbol 7                   | Torneo masculino                            |
| Ingrid Borre      | Tenis de mesa              | Individual L4 femenino                      |
| Guy Grun          | Tiro con arco              | Doble ronda FITA paraplejia masculino       |
| Equipo            | Tiro con arco              | Doble ronda FITA por equipos 1A-6 masculino |
| Plata             |                            |                                             |
| Chris de Craene   | Atletismo                  | 400 m 4 femenino                            |
| Marie Line Pollet | Atletismo                  | Disco 2 femenino                            |
| Paul Van Winkel   | Atletismo                  | 100 m 3 masculino                           |
| Paul Van Winkel   | Atletismo                  | 200 m 3 masculino                           |
| Remi Van Ophem    | Atletismo                  | 200 m 4 masculino                           |
| Remi Van Ophem    | Atletismo                  | Disco 4 masculino                           |
| Rudy de Meersman  | Atletismo                  | Salto de altura B2 masculino                |
| Rudy de Meersman  | Atletismo                  | Pentatlón B2 masculino                      |
| M. de Meyer       | Atletismo                  | Jabalina 5 masculino                        |
| M. de Meyer       | Atletismo                  | Pentatlón 5 masculino                       |
| Patrick de Uylder | Atletismo                  | 100 m L2 masculino                          |
| Marc de Vos       | Atletismo                  | 400 m 3 masculino                           |
| Patrick de Ryck   | Atletismo                  | 1500 m B3 masculino                         |
| Freddy Matton     | Atletismo                  | 5000 m B2 masculino                         |
| Theo Decicco      | Halterofilia               | –85 kg integrado masculino                  |
| Hans Pauwels      | Natación                   | 100 m braza C8 masculino                    |
| Hans Pauwels      | Natación                   | 150 m estilos C8 masculino                  |
| J. Opstaele       | Natación                   | 25 m mariposa 1C masculino                  |
| J. Leys           | Tenis de mesa              | Individual C2 masculino                     |
| J. Leys D. Maebe  | Tenis de mesa              | Equipo CP2-4 masculino                      |
| Sonja Vettenburg  | Tiro                       | Pistola de aire integrado femenino          |
| Martine Lacomblez | Tiro con arco              | Doble ronda FITA integrado femenino         |
| Alfons Kuys       | Tiro con arco              | Doble ronda FITA división 3 masculino       |
| Bronce            |                            |                                             |
| Chris de Craene   | Atletismo                  | 200 m 4 femenino                            |
| Mario de Baene    | Atletismo                  | 100 m C7 masculino                          |
| Remi Van Ophem    | Atletismo                  | 400 m 4 masculino                           |
| Paul Van Winkel   | Atletismo                  | Eslalon 3 masculino                         |
| Lionel Creyf      | Atletismo                  | Jabalina C5 masculino                       |
| Ronny Waterbley   | Esgrima en silla de ruedas | Sable individual 4-5 masculino              |
| Carl Muylle       | Halterofilia               | –75 kg paraplejia masculino                 |
| Pascal Cornelis   | Natación                   | 50 m espalda 2 masculino                    |
| Pascal Cornelis   | Natación                   | 50 m libre 2 masculino                      |
| Hans Pauwels      | Natación                   | 100 m libre C8 masculino                    |
| Ingrid Borre      | Tenis de mesa              | Clase abierta CL femenino                   |
| D. Maebe          | Tenis de mesa              | Individual C2 masculino                     |
| Roby Cusseneers   | Tenis de mesa              | Individual C5 masculino                     |
| Equipo            | Tenis de mesa              | Equipo 1C masculino                         |